# Josefina Landete Aragó
Josefina Landete Aragó (València, 1885 - 2 de novembre de 1969), fou una mestra, llicenciada en medicina i odontologia, essent la primera dona espanyola a obtenir el títol d'odontòloga.
Estudià la carrera de mestra a València aconseguint la qualificació d'excel·lent. Germana del catedràtic i investigador Bernardino Landete Aragó, es trasllada posteriorment a Madrid per estudiar odontologia, estudis que acabà l'any 1913, amb qualificació d'excel·lent també. L'any 1921 guanyà la plaça d'odontòloga municipal de l'Ajuntament de Madrid i treballà a la Casa de Socorro fins a l'any 1955. Va participar en congressos professionals i de societats científiques, on va publicar nombrosos articles i comunicacions.
Al mes de gener de 2016 el Consell per la Dona i per la Igualtat de l'Ajuntament de València va decidir dedicar-li un carrer junt a altres 43 dones que no han tingut l'oportunitat d'obtindre el reconeixement al llarg de la història.